# René Bernasconi
Pour les articles homonymes, voir Bernasconi (homonymie).
René Bernasconi, né le 15 avril 1910 à Strasbourg, France et mort 4 août 1994 à Bâle en Suisse, est  un peintre, graphiste et sculpteur suisse. Son dernier lieu d'origine a été le Paradiso, Canton du Tessin. 

## Vie
René Bernasconi est né à Strasbourg, fils du dentiste Emilio Bernasconi et de son épouse Anna (née Klein). Il   passe son enfance et ses années d'école à Lugano.
Il   termine ses études à l'âge de 16 ans et s'inscrit à l'école d'art de Turin. Entre 1926 et 1930, il y travaille, entre autres, à la lithographie, aux arts appliqués, à la peinture à l'huile, à l'aquarelle et à la détrempe. Il poursuit ensuite ses études à Paris dans des écoles privées jusqu'en 1934. Entre-temps, il s'installe de temps en temps dans le sud de la France. Il y gagne sa vie avec des décorations et des meubles de scène dans les casinos de Marseille, Nice et Cannes ainsi que des travaux de lithographie dans des imprimeries.
À son retour en Suisse, il   fait son service militaire de 1943 à 1945. Il s'installe ensuite à Bâle en 1946. En plus de son travail artistique, il   travaille pendant plusieurs années à temps partiel dans un institut lithographique. Des voyages d'études l'ont conduit dans les pays méditerranéens, en Angleterre, en Scandinavie, en Afrique du Nord et du Sud, entre autres. À Cannes, il rencontre Pablo Picasso, avec qui il devient ami de longue date. L'échange avec lui a permis à Bernasconi d'affiner son style et de rompre avec les traditions picturales antérieures.
Comme pour sa période de formation, il  se réalise à Bâle dans diverses techniques. Ainsi, sur la base d'appels d'offres publics, il s'est occupé de vitraux, de mosaïques et de reliefs, et sur la base de commandes privées de peintures murales.
Son œuvre tardive comprend des croquis de voyage, des études de nus et des portraits ainsi que des peintures de paysages colorés.

## Travail
SIKART, l'encyclopédie de l'Institut suisse d'histoire de l'art (Schweizerisches Institut für Kunstwissenschaft), recense cinq expositions collectives des œuvres de Bernasconi, organisées de son vivant à la Kunsthalle Basel et, à titre posthume, une exposition à la Pinacothèque cantonale Giovanni Züst de Rancate (Gruppo di famiglia in un interno. La collezione Bellasi di Lugano. Lugano e il Ticino in dipinti, stampe, antichi libri e carte geografiche) et dans le Museo civico di belle arti à Lugano (Il confronto con la modernità, 1914-1953). En 2000, ses œuvres  (ainsi que celles de Zobrist/Waeckerlin et Claudia Müller) peuvent être vues dans le Musée des Beaux-Arts d'Argovie. En 2002 et 2006, il présente des expositions personnelles à la galerie bâloise Demenga (René Bernasconi) et à la galerie Riehen Lilian Andree ("René Bernasconi (1910 à 1994). Peinture et aquarelle").
En 1959, Bernasconi a reçu un contrat direct du service des bâtiments de Bâle pour quatre grands reliefs en béton destinés au nouveau bâtiment scolaire de l'Engelgasse, dans le quartier de St Alban à Bâle. Au début des années 1990, il a été l'un des artistes - avec Joseph Beuys, Francesco Clemente et Hieronymus Emil Bischoff, entre autres - qui ont fait don de grands groupes d'œuvres ou d'œuvres individuelles à la Öffentliche Kunstsammlung Basel du Kunstmuseum Bâle. En outre, ses œuvres ont été intégrées dans la collection BEWE, qui se concentre sur le groupe Rouge-Bleu (Gruppe Rot-Blau)  et dans la collection de la Nationale Suisse sur L'Art suisse du XXe siècle.

## Réception
Dans sa nécrologie, le Basler Zeitung écrit que Bernasconi, avec ses « nobles abstractions, était l'un des habitués des expositions municipales ». De plus, il avait développé un langage visuel qui était « aussi familier avec les chocs violents qu'avec les gestes les plus modérés et à la mode ». Son œuvre tardive se définit par « une impétuosité qui ne trahit guère l'auteur octogénaire ».
À l'occasion de l'exposition Einstrahlung-Ausstrahlung III à la galerie Demenga, le journal de Riehen Bernasconi et Mark Tobey ont cité Bernasconi et Mark Tobey comme deux exemples d'« artistes ingénieux qui ont réussi dans leur pays d'origine » qui sont venus à Bâle et s'y sont installés.

## Prix
Pour la lithographie Tamburino della morte (1955), il reçoit la médaille d'or à la Biennale de Reggio Emilia.

## Œuvres principales dans des collections publiques
- Fanny, 1955, Kunstkredit Basel-Stadt.
- Passeggiata a cavallo, 1965, Museo Caccia, Lugano.